# グゲ王国
座標: 北緯31度28分55秒 東経79度48分01秒 / 北緯31.48194度 東経79.80028度

グゲ王国
གུ་གེ་རྒྱལ་རབས

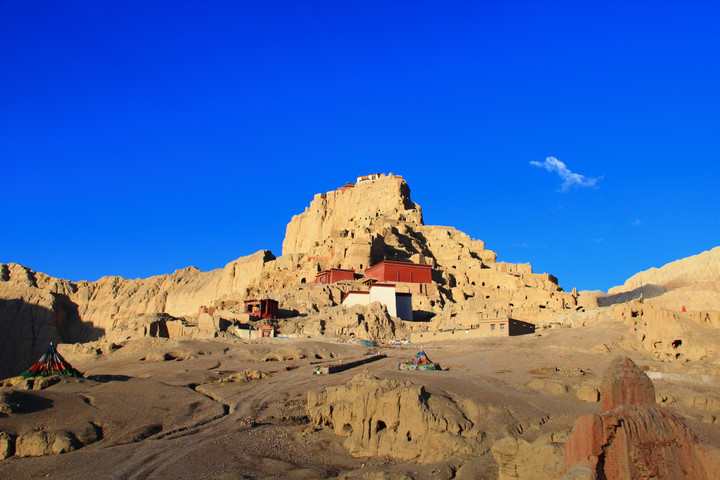
グゲ遺跡全景、2012年

グゲ王国または古格王国（チベット語：གུ་གེ་རྒྱལ་རབས）（842年 - 1630年）は、吐蕃の王族の一部が西チベットで建国した王国。

## 概要
グゲ王は荒廃した仏教再興の為、当時の仏教先進地域カシミールへ留学僧を派遣。カシミール様式の寺院、建築、壁画などを導入した。

## 歴史

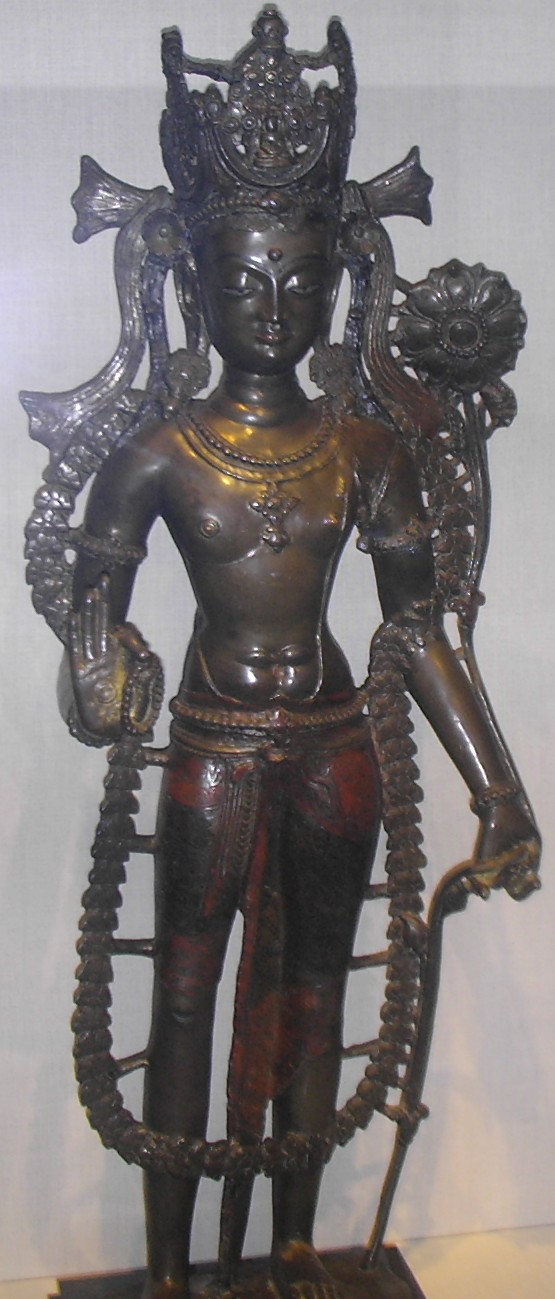
聖観音菩薩像、グゲ王国、11世紀前半。フリーア美術館、ワシントンD.C.。

### 建国期
吐蕃のティソン・デツェン（在位755年-797年）が没すると、吐蕃は急速に衰えていった。ラン・ダルマ王の息子ウースンはツァンを支配していたが、ウースンの子ペルコル・ツェン（中: 貝考贊）が暗殺されるとその子（中: 吉德尼瑪袞）は西チベットに逃れ、ガリーのマルユル（Maryul of Mnah-ris）、プラン、グゲといった谷に住み着いた。
10世紀、グゲの首都ツァパランは石灰質の岸壁に守られた要塞都市であり、仏教の中心のひとつとなった。当時の王コレは王位を捨てて仏門に入っている。なおツァパランは要塞都市なので、中心都市は18km東にある道沿いの都市トリン（現ツァンダ）である。

### 分裂
グゲ王国は11世紀には分裂して衰えるが、1042年にインドのヴィクラマシーラ大学の高僧アティーシャを招聘。 アティーシャの教えはカダム派を生み現在のゲルク派の源流となった。こうした活動により、再びチベット仏教が栄え、ピヤントンガ石窟群が築かれた。現在も、グゲ王国の中心的都市として繁栄したツァンダ付近には石窟壁画が残っており、北インドの影響が見てとれる。
14世紀にはマンナン（トリンの南約15km）を都として復興されている。15世紀にはナムギェル・デが王となり、ツァパランに王宮を造って再び首都をこの地に戻した。現在残っているグゲ遺跡のほとんどはこの時のものである。

### イスラームの侵攻
1532年、グゲはムガル帝国初代皇帝バーブルの従兄弟であるミールザー・ハイダル・ドゥグラト将軍率いるイスラーム軍の攻撃を受けるが、近隣国のプラン同様にほとんど抵抗することなく、イスラーム軍は中央チベットにまで遠征している。もっともチベットが難攻の地であったこともあり、その後この軍はカシミールに向かっている。
1624年、ポルトガル人のイエズス会士アントニオ・デ・アンドラーデとマヌエル・マルケスはインドからグゲ王国を訪ね、グゲ王に歓迎されている。

### 滅亡
1630年にラダック王国（現ラダック）に征服されて、グゲ王国は滅んだ。

## 滅亡後
独立国として滅んだ後も、難攻の地であるグゲは王国としての体裁を保った。1647年にラダック王がなくなると、グゲは間もなくチベットの管轄下となった。この時までイエズス会は活動を続けていたが、1652年に弾圧されてチベットを去っている。
1841年にはいわゆる清・シク戦争の際、シク王国のゾーラーワル・シング将軍の攻撃を受け、遺跡の破壊を受けている。清・シク戦争自体はゾーラーワル・シング将軍が戦死し、チベット軍はラダックにまで乗り込むが、そこで敗れてラダック・チベットの協定が結ばれることで終結している。